# Percilia gillissi
La carmelita común (Percilia gillissi), también denominada comúnmente coloradita, truchecita o trucha, es una especie de peces Centrarchiformes de agua dulce del género Percilia. Habita en biotopos templados o templado-fríos del sudoeste de América del Sur.

## Taxonomía
Descripción original
Percilia gillissi fue descrita originalmente en el año 1855 por el médico y zoólogo francés Charles Frédéric Girard al mismo tiempo que describía el género Percilia, del cual es su especie tipo, por monotipia.
Localidad tipo
La localidad tipo definida es: “Río Maipo y sus afluentes de las vecindades de Santiago, Chile” (“rio de Maypu, Chili” en el original).
Holotipo
Los ejemplares sintipos son los catalogados como: MCZ 36246 (1) y USNM 5692 (5).
Etimología
Etimológicamente, el término genérico Percilia deriva del idioma griego, en donde: perke significa ‘perca’. El epíteto específico gillissi es un epónimo que refiere a Gilliss, que es el apellido de la persona a quien le fue dedicada.
Relaciones filogenéticas
Junto con Percilia irwini Eigenmann, 1927, son las únicas especies que integran el género Percilia, el cual es el único de los que componen la familia Perciliidae que vive en Sudamérica.
Posiblemente, dentro de lo que se conoce como Percilia gillissi se oculte diversidad críptica de nivel específico, a juzgar por el resultado de análisis filogeográficos realizados mediante datos moleculares.

## Características
Morfología
La carmelita común es un pez pequeño, generalmente no supera los 60 mm, siendo el tamaño máximo registrado 90 mm. Su cuerpo es oblongo o algo alargado, robusto, cubierto con grandes escamas ctenoides; sobre la parte superior del cuerpo presenta 2 aletas dorsales contiguas; carece de escamas la región cráneo-frontal, el infraorbital 1 y la mandíbula superior; exhibe escamas de tipo cicloide en la mejilla y en la región opercular. El perfil de la cabeza redondea suavemente, con el hocico proyectado ligeramente anterior a la mandíbula inferior. Los huesos infraorbitario, opercular, subopercular, interopercular y post-temporal tienen márgenes lisos, mientras que el preopérculo está escasamente dentado.
Coloración
Su patrón cromático es variado; si bien se han encontrado ejemplares con tonos verdosos y otros con tonos naranja, mayormente poseen tonalidades grises con tenues motas y bandas transversales oscuras, más notables en la aleta caudal y su pedúnculo. El área ventral es blanca.

## Hábitos
Se conoce poco sobre su biología e historia de vida; se cuenta con algunos informes sobre su reproducción y comportamiento.
Habita especialmente en ríos y arroyos, donde realiza desplazamientos cortos, entre los cuales descansa sobre el lecho de piedras. Si bien puede ser un hábito reproductivo facultativo, se lo ha visto colocando sus huevos sobre la esponja de aguas límnicas Spongilla igloviformis. Su dieta está integrada principalmente por moluscos, insectos y  crustáceos.

## Distribución y hábitat
La carmelita común se distribuye de manera endémica en ríos al occidente de la cordillera de los Andes en el centro y centro-sur de Chile. Su área se extiende, por el norte, desde el río Aconcagua, en la Región de Valparaíso, hasta alcanzar, por el sur, el lago Llanquihue, en la Región de Los Lagos. Faltan mayores estudios para constatar su actual presencia en las cuencas de los ríos La Ligua y Mataquito. Respecto a Percilia irwini, P. gillissi se distribuye de manera mayormente alopátrica, sólo ha sido publicada simpatría para la cuenca del río Andalién.

## Conservación
El estado de conservación de esta especie es preocupante, por lo que de la anterior calificación como especie “vulnerable” (VU), en el año 2011 pasó a ser calificada como especie “en peligro” (EN).